# Piería prefektúra
Piería (görögül: Πιερία) prefektúra, Görögország Közép-Makedónia nevű tartományában fekszik, központja Kateríni. A prefektúra számos jelentős régészeti területnek ad otthont, úgy mint Dion, Püdna vagy Platamonasz, Leibethra és Pimpleia. Görögország legmagasabb hegye, az Istenek lakhelye, az Olümposz is itt magasodik. A Égei-tenger partján fekvő része kedvelt nyaralóhely.

## Történelme
A Piería vagy Pieris név (görögül: Πιερία/Πιερίς) az ókorból a pieri trákok törzséből eredeztethető. A törzset a területről a makedónok kergették el, akik északon, a Strymon folyónál és a Pangaeus hegy lábánál alapítottak új települést. A Piería név a "termékeny föld" (görögül: πίειραν ἄρουραν) elnevezéssel is kapcsolatba hozható.
A terület Kr. e. 808-ban a Makedón Királyság részévé vált, amikor is a királyság második tartománya lett. A történelmük összefonódott, így nem kerülhette el az Antipatrid-dinasztia (Kr. e. 302–Kr. e. 277) és a Antigonid-dinasztia (Kr. e. 306–Kr. e. 168) uralkodását sem. A IV. makedón háború (Kr. e 150–Kr. e 148) után római uralom alá került: előbb a Római Birodalom, majd a Bizánci Birodalom része lett.
Mintegy 400 éves török megszállás után 1821-ben a görög szabadságharcban Piería is felfegyverkezett, Görögország többi tartományával együtt, de elbukott. A Balkán-háborúig nem lehetett Piería Görögország része. A görög-török háború (1919–1922) alatt nagy számú menekült érkezett a régióba Kis-Ázsiából, akik egykori településeik után nevezték el a pieríai településeket (Trezibond-Nea Trapezounta, Ephesus-Nea Efesos).
1947-ig Piería a Szaloniki prefektúra része volt - provinciaként. Piería ekkor erőteljes gazdasági növekedésnek indult (mezőgazdaság, kereskedelem). A görög–török háború alatt nagy számú menekült érkezett a régióba Kis-Ázsiából.

## Földrajza
A prefektúrát délről és nyugatról Lárisza (Thesszália), nyugatról Kozani – és északról az Imathia prefektúra határolja.
Piería prefektúrában található (Közép-Makedónia Piería prefektúrájának és Thesszália Lárisza prefektúrájának határán) Görögország legmagasabb pontja, az Olümposz 2919 méter magas csúcsa, a Mütikasz. A hegységben sok forrás ered ezek közül több összefolyik és patakként, kisebb folyóként torkollik az Égei-tengerbe, a Themaic-öbölbe. A forrásoknak köszönhetően az Olümposz lábánál fekvő településeken ingyenes a vízszolgáltatás.
A prefektúrában mind kiterjedt síkságok, mind hegyvonulatok és homokos tengerpart is megtalálható, így méltán népszerű turisztikai célpont mind a görög, mind a külföldi turisták körében.

## Közlekedés
Pieríát több főút és egy autópálya köti össze a környező megyékkel, valamint áthalad rajta az Athén és Szaloniki közti vasúti fővonal.

## Fontosabb települései
A 2011-es önkormányzati reform az alábbiak szerint alakította át Piería prefektúra önkormányzatait:
| Új Önkormányzat | Régi Önkormányzatok | Székhely  |
| --------------- | ------------------- | --------- |
| Dio-Olympos     | Dio                 | Litóchoro |
| Dio-Olympos     | East Olympos        | Litóchoro |
| Dio-Olympos     | Litóchoro           | Litóchoro |
| Kateríni        | Kateríni            | Kateríni  |
| Kateríni        | Elafina             | Kateríni  |
| Kateríni        | Korinos             | Kateríni  |
| Kateríni        | Paralia             | Kateríni  |
| Kateríni        | Petra               | Kateríni  |
| Kateríni        | Pierioi             | Kateríni  |
| Pydna-Kolindros | Aiginio             | Aiginio   |
| Pydna-Kolindros | Kolindros           | Aiginio   |
| Pydna-Kolindros | Methoni             | Aiginio   |
| Pydna-Kolindros | Pydna               | Aiginio   |

### Kateríni
Kateríni (görögül Κατερίνη, korábbi neve: Αἰκατερίνη - Aikateríni; "Catherine"); város Közép-Görögországban. Piería tartomány székhelye. A Pieriai-síkságon, az Olümposz és az Égei-tenger Thermaikos öble között fekszik, 14 m tengerszint feletti magasságban. A település – amely Görögország legfiatalabb városainak egyike – népessége 85 851 fő (2011. évi adat). Mind a görög, mind a külföldi turisták körében népszerű idegenforgalmi célpont

### Litochoro
Litóchoro (görögül Λιτόχωρο, régi nevén Litochoron) város Görögországban a Piería prefektúrában. Közép-Makedónia délnyugati peremén az Olümposz lábánál fekszik.
A közeli, 14 km hosszú Enipea-kanyonon keresztül tárul a túrázók elé a legszebb látvány az Olümposzon az Istenek lakhelyéről: a csúcsokról. (Mitikasz (2919 m) és Stefani (Zeusz trónja) (2909 m)). A legnevezetesebb látnivaló látnivaló a kanyonban Zeusz fürdőkádja, ami könnyedén megközelíthető gyalogosan Litochoroból kb. fél óra sétával. Zeusz fürdőkádja egy természetes sziklába vájt, kristálytiszta hegyi vízzel feltelt medence. Az út Zeusz fürdőkádjához Litochoro főteréről indul, és az Enipea Canyon táblát követve érhető el.

### Dion
Dion (ógörögül: Δίον, görögül: Δίο, latinul: Dium) falu Pieria tartományban, Görögországban, Zeusz lakhelyénél, az Olümposz lábánál. A 2011-es önkormányzati reform óta a Dio-Olympos önkormányzat része. Dion fontos régészeti lelőhely és jelentős a Régészeti Múzeuma is. Mintegy 15 km-re délnyugatra fekszik Katerínitől, 425 km-re a fővárostól, Athéntől és 65 km-re északra Láriszától.

## Az Olümposzi riviéra
Pieríának az Olümposznál fekvő területeit „Olümposzi riviérá”-nak nevezik. Ezen a finomhomokos partú szakaszon több kedvelt üdülőfalu is található.

### Platamonas
Platamonas, más néven Platamon kis görög halászfalu, amely az Égei-tenger Thermaic-öble partján, mintegy 36 km-re Katerínitől és 104 km-re Szalonikitől, az Olümposz lábánál fekszik. Nevét gyönyörű platánfáiról kapta.
Mára népszerű tengerparti üdülőhellyé fejlődött. Strandja többnyire kavicsos, ennek köszönhetően nagyon tiszta a tenger, de homokos részek is várják a pihenni vágyókat. A településen kis üzletek, görög tavernák, kávézók sora találhatóak.
Platamonas várát a bizánci időkben emelték, elsősorban a Szaloniki-Athén útvonal ellenőrzésére. 8 bástyája és sokszögletű kialakítása a török időkben is a kalózok és más támadók megfigyelésére nyújtott tökéletes pozíciót, így elkerülte az ottomán seregek általi rombolást.

### Neos Panteleimon
Platamonas várának északi oldalán fekszik ez a szintén homokos tengerparttal rendelkező település, Neos Panteleimon (Panteleimonas beach), amely mindössze 6 km-re található Palaios Panteleimonas falujától (annak a tengerpartja).
Palaios Panteleimonas 700 m magasságban fekszik az Olimposzon; 14. századi házai, macskaköves utcái igazi bájt kölcsönöznek a falunak. Az 1950-es években szinte kihalt a település, akkor költöztek lakói a tengerpartra, Neos Panteleimonba, azonban a turizmusnak köszönhetően ma ismét virágzik. Felújított temploma, az Agios Panteleimon a falu főterén található. A környékbeli tavernák, kézműves termékeket árusító apró boltok kínálatát érdemes megtekinteni.

### Nei Pori
Nei Pori Platamonastól délre (4 km-re), Szalonikitől kb. 100, Katerínitől kb. 40 km-re déli irányban az Olümposz hegy lábánál fekszik. Egy teljesen új, modern turistaparadicsom, jellegzetes apartmanházakkal, görög tavernáival, apró boltjaival, szórakozóhelyeivel. Lassan mélyülő homokos tengerpartja mind a kisgyermekes családoknak, mind az aktív kikapcsolódást keresőknek kitűnő választás.

### Leptokaria
Leptokaria tengerparti település az Olimpos lábánál, Katerínitől 26 km-re, a Thessalonikit Athénnel összekötő vasútvonal mentén (vasútállomással rendelkezik), az ókori Livithra városa közelében. A régészeti feltárási terület mintegy 150 hektár, ahol ásatások alatt van a város, az Akropolisz, és több sír. Livithra Orpheus hazája volt, ezért jellemzően a különböző eseményeket, rendezvényeket az ő tiszteletére rendezik.
Leptokaria lakossága megközelítőleg 4000 fő, akik legfőképpen az idegenforgalomból élnek. A település értékes építészeti emlékei közé tartoznak a bizánci templomok, és a Nagyboldogasszony kolostor, a Panagias Kanaliotissas, Leptokaria régi kápolnája az Agia Triada.
Érdekesség, hogy a Leptokaria szó magyarul mogyoróbokrot jelent.

### Olympic Beach
Olympic Beach gyorsan fejlődő üdülőfalu Katerínitől kb. 9 km-re, Paraliától 3 km-re. Tengerparti sétány köti össze a nyüzsgőbb Paraliával. Lassan mélyülő tengerpartja homokos, jellemzően a nyugodtabb nyaralást kedvelők keresik fel.

### Makrigialos
A Szaloniktől 40 km-re található Makrigialos kicsi görög település, hamisítatlan halászfalu, lakossága alig 2000 fő. A főterén egy kis ortodox templom található.
A településen található sólepárló iszapja és a tengerpart levegője kedvező élettani hatásokkal bír. A tengeri iszap alkalmazása ízületi elváltozások, reumatikus betegségek kezelésére, bőrfeszesítésre, regenerálásra és vitalitás fokozására ajánlott. A tengeri sókristályt a cellulitisz kezelésében alkalmazzák. A tengerpart levegője, a sós tengervíz, a napfény felüdülést nyújtanak légzőszervi-, illetve bőrbetegségek esetén.
Hosszú, fokozatosan mélyülő szabadstrandja homokos-aprókavicsos. Makrigialos partszakaszát "kék zászló" díjjal jutalmazták, amely a víz minőségét és a tiszta strandokat hivatott jelölni.

### Palaios - és Neos Panteleimonas
Palaios Panteleimonas (görögül: Παλαιός Παντελεήμονας) egy kis görög hegyi falu Platamontól északra a Kis-Olümposzon. A nevének jelentése: Öreg falu. Szép házai görög stílusban épültek. Ma mindössze egy család lakja. Sok étterem, kávézó található a településen ami ma már a világörökség része. Az ide vezető út mellett gazdag faunát találunk, gesztenye és tölgyerdőket és arbutus cserjéket.
Neos Panteleimonas Paleo Panteleimonastól 6 km-re délre fekszik, a platamoni vár északi oldalán. Ez a település nem rendelkezik saját tengerparttal és stranddal, ettől függetlenül a falu főterén található tavernában érdemes enni, sétálni az utcákon és körülnézni a várban.

## Híres személyek
Egyes források szerint, Alexis Zorba (1867–1942), a férfi, aki Níkosz Kazandzákisz görög írót inspirálta, hogy megírja a Zorbász (Zorba), a görög című világhírű regényét, Pieriában, Katafygi faluban, Kolindros mellett született. Georgios Zorbas volt az eredeti neve. A könyv eredeti címe: Βίος και Πολιτεία του Αλέξη Ζορμπά, kiadás éve: 1946.

## Fordítás
- Ez a szócikk részben vagy egészben  a   Pieria_(regional_unit) című angol Wikipédia-szócikk fordításán alapul.  Az eredeti cikk szerkesztőit annak laptörténete sorolja fel. Ez a jelzés csupán a megfogalmazás eredetét és a szerzői jogokat jelzi, nem szolgál a cikkben szereplő információk forrásmegjelöléseként.
- Ez a szócikk részben vagy egészben  a   Palaios_Panteleimonas című angol Wikipédia-szócikk fordításán alapul.  Az eredeti cikk szerkesztőit annak laptörténete sorolja fel. Ez a jelzés csupán a megfogalmazás eredetét és a szerzői jogokat jelzi, nem szolgál a cikkben szereplő információk forrásmegjelöléseként.
- Ez a szócikk részben vagy egészben  a   Dion,_Pieria című angol Wikipédia-szócikk fordításán alapul.  Az eredeti cikk szerkesztőit annak laptörténete sorolja fel. Ez a jelzés csupán a megfogalmazás eredetét és a szerzői jogokat jelzi, nem szolgál a cikkben szereplő információk forrásmegjelöléseként.